# ایبیزا (شهر)
ایبیزا (به اسپانیایی: Ibiza) یک دهستان و شهرک در اسپانیا است که در جزایر بالئاری واقع شده‌است. ایبیزا ۱۱٫۱۴ کیلومتر مربع مساحت و ۴۹٬۷۶۸ نفر جمعیت دارد و ۹۹ متر بالاتر از سطح دریا واقع شده‌است.

## دلیل شهرت
ایبیزا به‌خاطر زندگی شبانه‌اش و کلاب‌هایش بسیار شناخته‌شده است.

## خواهرخوانده
شهرهای کامپچه، آرتساکنا و کانکون خواهرخوانده‌های ایبیزا (شهر) هستند.